# Georg Scheu
Julius Georg Scheu (* 21. Juni 1879 in Krefeld; † 2. November 1949 in Alzey) war ein bedeutender deutscher Rebzüchter und Winzer. Er gilt als ein Wegbereiter des qualitätsorientierten modernen Weinbaus in Deutschland.

## Leben und Wirken
Georg Scheu absolvierte eine gärtnerische Ausbildung in Hannover und war als Gartenbautechniker in München und Schierstein tätig. Um 1900 ging er an die Lehr- und Forschungsanstalt Geisenheim im Rheingau und schloss anschließend seine Ausbildung am Kaiser-Wilhelm-Institut in Bromberg ab.
In dieser Zeit entwickelte Georg Scheu seine Liebe zur Rebe und zum Weinbau, die ihn im Jahre 1909 als Kreisobstbautechniker nach Alzey führte. Dort wurde er vom Ausschuss der Landwirtschaftskammer für die Provinz Rheinhessen zum ersten Leiter der neu gegründeten Rebschule bestellt. Diese wurde unter seiner Leitung zu einer großen Landes-Rebenzuchtanstalt ausgebaut.
Zwar veröffentlichte Georg Scheu am 26. August 1915 auch ein Faltblatt Anleitung zur Obst- und Gemüseverwertung während des Krieges mit Einkochrezepten für Äpfel, Quitte, Kürbis, Bohnen …, auf „dass der Aushungerungsplan unserer Feinde zu Schanden wird“, doch seine wichtigste Tätigkeit bildete die Forschungsarbeit auf den Gebieten der Rebsorten, Rebzüchtung und Rebkrankheiten.
Im Jahre 1921 entdeckte er die Blattrollkrankheit bei Weinreben. 1935 veröffentlichte er seine Erkenntnisse über diese Rebkrankheit in der Zeitschrift „Der Deutsche Weinbau“. Die Ursache der Übertragung von gesunden auf kranke Vitis vinifera-Reben führte Scheu auf ein saftübertragbares Virus zurück. Dies wird als Pionierleistung auf diesem Gebiet gezählt. Das Fanleaf-Virus wurde erst im Jahr 1966 nachgewiesen.
Verdienstvoll ist auch sein Beitrag zur Verbesserung des Rebmaterials sowie seine Erkenntnisse über Chlorose bei Weinreben. Scheu trug wesentlich zur Entwicklung wissenschaftlicher und praktischer Grundlagen der Rebforschung in der ersten Hälfte des 20. Jahrhunderts bei.
Neben der Forschungstätigkeit befasste sich Georg Scheu auch mit den Problemen der Winzer, die er als „Winzernot“ charakterisierte. Die Bereitstellung von gesundem Pflanzmaterial für den Weinbau und die Verbesserung von Aufzucht und Anbaumethoden in Rheinhessen zählten zu seinen Aufgaben. Georg Scheu war aktiv an der Organisation und dem Aufbau von Rebschulen beteiligt. Später wandte er sich der Klonselektion, Erhaltszüchtung und Züchtung neuer Rebsorten zu, die höhere Erträge und bessere Qualitäten erbringen sollten. Seine 1936 erstmals veröffentlichte Publikation Mein Winzerbuch ist ein Praxisbuch für Winzer, das mehrere Jahrzehnte lang als Standardwerk galt.
Georg Scheu gilt als der erfolgreichste deutsche Rebzüchter. Seine Selektionen sind international anerkannt.  Ihm sind eine Reihe wichtiger Neuzüchtungen gelungen, die Scheurebe (in Österreich Sämling 88) ist die bekannteste und auch kommerziell erfolgreichste. Im Jahre 1916 hatte Scheu die später nach ihm benannte Sorte selektioniert. Mit dieser Rebpflanze ist ihm eine der qualitativ hochwertigsten Weißwein-Neuzüchtungen des 20. Jahrhunderts gelungen. Die Rebe, von Weinkennern auch liebevoll Scheu genannt, hat sich in Deutschland und Österreich auch im Segment der Spitzenweine und edelsüßen Weinraritäten fest etabliert. Sie stellt keine Kopie des Rieslings dar und vermag es, eigenständige Gewächse mit anspruchsvollem Geschmacksspektrum und langer Haltbarkeit hervorzubringen.

## Rebzüchtungen
Von 1909 bis 1947 war Georg Scheu Leiter der Landesanstalt für Rebenzüchtung in Alzey, daraus entstanden wichtige Beiträge zur Erforschung diverser Rebkrankheiten sowie die Neukreuzungen folgender Rebsorten:
- Scheurebe
- Huxelrebe
- Siegerrebe
- Faber
- Kanzler (Rebsorte)
- Septimer (Rebsorte)
- Würzer (Rebsorte)
- Perle von Alzey
- Regner

## Werke
- Georg Scheu, Wilhelm Schottler: Die Gelbsucht der Weinberge in der Provinz Rheinhessen und ihr Zusammenhang mit den Bodenverhältnissen. In: Arbeiten der Landwirtschaftskammer für Hessen. Heft 35, Landwirtschaftskammer für Hessen, Darmstadt 1925.
- Georg Scheu: Mein Winzerbuch. Reichsnährstand Verlags-Ges.m.b.H., Berlin 1936.
- Georg Scheu, Heinz Scheu: Mein Winzerbuch. Teil 1. 1. Aufl., Meininger, Neustadt/Haardt 1950.
- Georg Scheu, Heinz Scheu: Mein Winzerbuch. Teil 2. Ergänzende Betrachtungen und Erfahrungen aus der Praxis. 2. Aufl., Meininger, Neustadt/Haardt 1954.

## Auszeichnungen und Ehrungen
Nach Georg Scheu hat die Stadt Alzey die Georg-Scheu-Plakette benannt, die an eine Person vergeben wird, die sich um den Wein und die Weinkultur Rheinhessens verdient gemacht hat. Die Plakette wird im Rahmen des Alzeyer Winzerfestes am dritten Wochenende im September, auf der Wein- und Sektterrasse im Rahmen einer repräsentativen Weinprobe, verliehen.
Seit dem Jahr 2001 wird Georg Scheu mit der Auslobung eines Klon-Züchter-Preises, dem Georg Scheu Preis Rheinland-Pfalz, gewürdigt.
In Worms-Pfeddersheim erinnert eine Gedenktafel an Georg Scheu.